# Panchlora najas
Panchlora najas es una especie de cucaracha del género Panchlora, familia Blaberidae. Fue descrita científicamente por Dohrn en 1888.

## Distribución
Habita en Brasil.